# کارلوشن
کارلوشن (به لهستانی:  Karlusin) یک روستا در لهستان است که در گمینا سوکوووف پودلاسکی واقع شده‌است.